# Monique Leyrac
Monique Leyrac (ur. 26 lutego 1928 w Montrealu, zm. 15 grudnia 2019 w Cowansville) – kanadyjska piosenkarka i aktorka z Quebecu.
Pomogła wprowadzić muzykę ze słowami francuskimi Gilles Vigneault i Claude Léveillée do anglojęzycznej Kanady.
W 1965 wygrała Międzynarodowy Festiwal Piosenki w Sopocie – 2 konkursy: Międzynarodowy (Mon pays) i Piosenki Polskiej (Powracająca melodyjka).